# Tholin

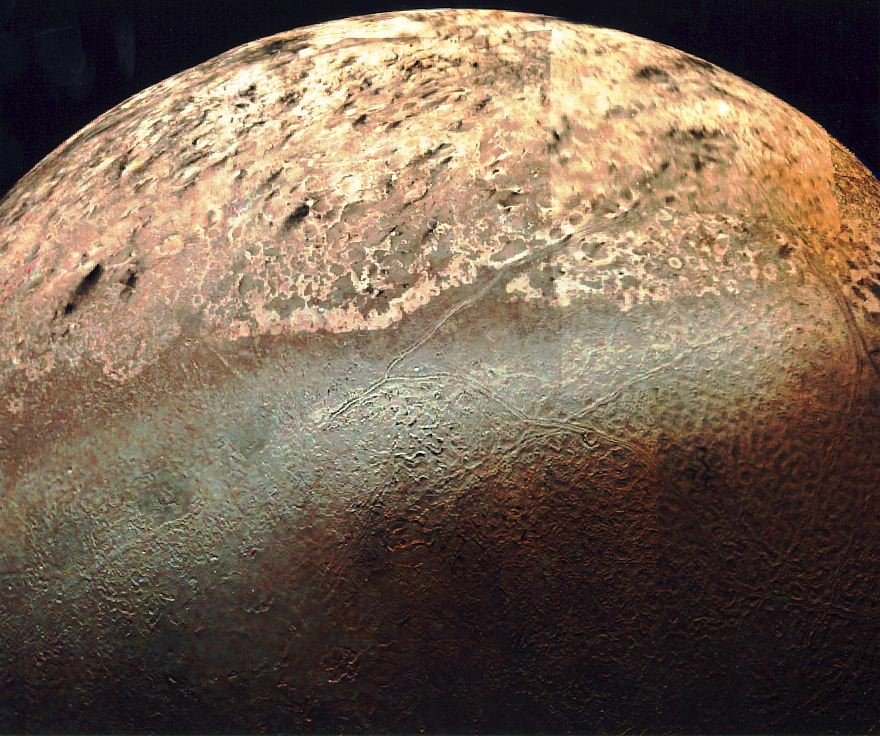
Les tholins seraient responsables de la couleur rougeâtre, orangée voire rosée observée sur certains terrains de satellites de planètes géantes (ici, Triton, satellite de Neptune), de planètes naines et les petits corps du Système solaire.

Le tholin (du grec ancien θολός / tholós, « encre de seiche », en référence à l'aspect et à la couleur), ou parfois la tholine, est une substance organique plus ou moins azotée de masse moléculaire élevée (environ 8 kDa), de couleur rouge brun parfois violacée (sépia) et de structure mal connue, produite en laboratoire lors d'expériences de Miller-Urey et qui serait présente à la surface de nombreux objets du Système solaire externe, voire au-delà. Le tholin est composé de molécules diverses, ce qui fait qu'on l'écrit également au pluriel : les tholins, en référence aux composés ou aux molécules qui le constituent.

Le terme anglais tholin a été introduit en 1979 par Carl Sagan et Bishun Khare pour décrire les substances qu'ils obtenaient à partir de gaz identifiés dans l'atmosphère de Titan, avec une étymologie différente (ils se référaient au grec θόλος en lui donnant le sens de « boueux ») et la description suivante :

« Au cours de la décennie écoulée, nous avons produit dans notre laboratoire une série de solides organiques complexes à partir de mélanges des gaz abondants dans l'espace : CH4, C2H6, NH3, H2O, HCHO et H2S. Le produit, synthétisé par lumière ultraviolette (UV) ou par décharges électriques, est un résidu brun, parfois collant, que l'on a appelé, en raison de sa résistance à la chimie analytique conventionnelle, « polymère récalcitrant ». Cependant, nous avons récemment réussi, par pyrolyse séquentielle et non séquentielle suivie de chromatographie en phase gazeuse-spectrométrie de masse (GC-MS), à déterminer en partie la composition de ce matériau. Ce n'est clairement pas un polymère — répétition de la même unité monomère — et un autre terme est nécessaire. (...) Nous proposons, comme terme descriptif sans précédent, « tholins » (du grec ancien ϴoλòς, boueux ; mais aussi ϴὸλος, voûte ou dôme), bien que nous ayons été tentés par l’expression « goudron stellaire ». Les propriétés des tholins dépendent de la source d'énergie utilisée et de l'abondance initiale des précurseurs, mais une similitude physique et chimique générale entre les divers tholins est évidente. »

— Carl Sagan et Bishun Khare, Nature, 1979.
Cependant, certains chercheurs préfèrent réserver cette appellation aux composés produits en laboratoire, notamment parce qu'on ignore si ces substances sont bien celles qui sont présentes à la surface des astres,. Les tholins ne sont pas des composés chimiques définis mais sont un terme générique désignant une série de molécules, parmi lesquelles des hétéropolymères, dont on pense qu'elles enduisent d'un revêtement organique rougeâtre la surface de certaines planètes. Il s'agit de macromolécules complexes formées par la répétition de résidus liés entre eux en combinant divers groupes fonctionnels.
Les mécanismes exacts de la formation des tholins ne sont pas connus, mais il s'en forme sous l'action du rayonnement ultraviolet sur des composés organiques simples, tels que des hydrocarbures légers (méthane CH4, éthane C2H6, éthylène C2H4, etc.), en présence d'azote N2 et/ou d'eau H2O. Les tholins ne se formant qu'en milieu réducteur, on n'en trouve plus à la surface de la Terre mais il s'en trouverait au contraire en abondance sur les satellites des planètes géantes, ainsi que, sans doute, sur les planètes naines et les petits corps du Système solaire. On a également détecté des substances apparentées dans le système stellaire de l'étoile binaire HR 4796 à l'aide de l'instrument NICMOS du télescope spatial Hubble.

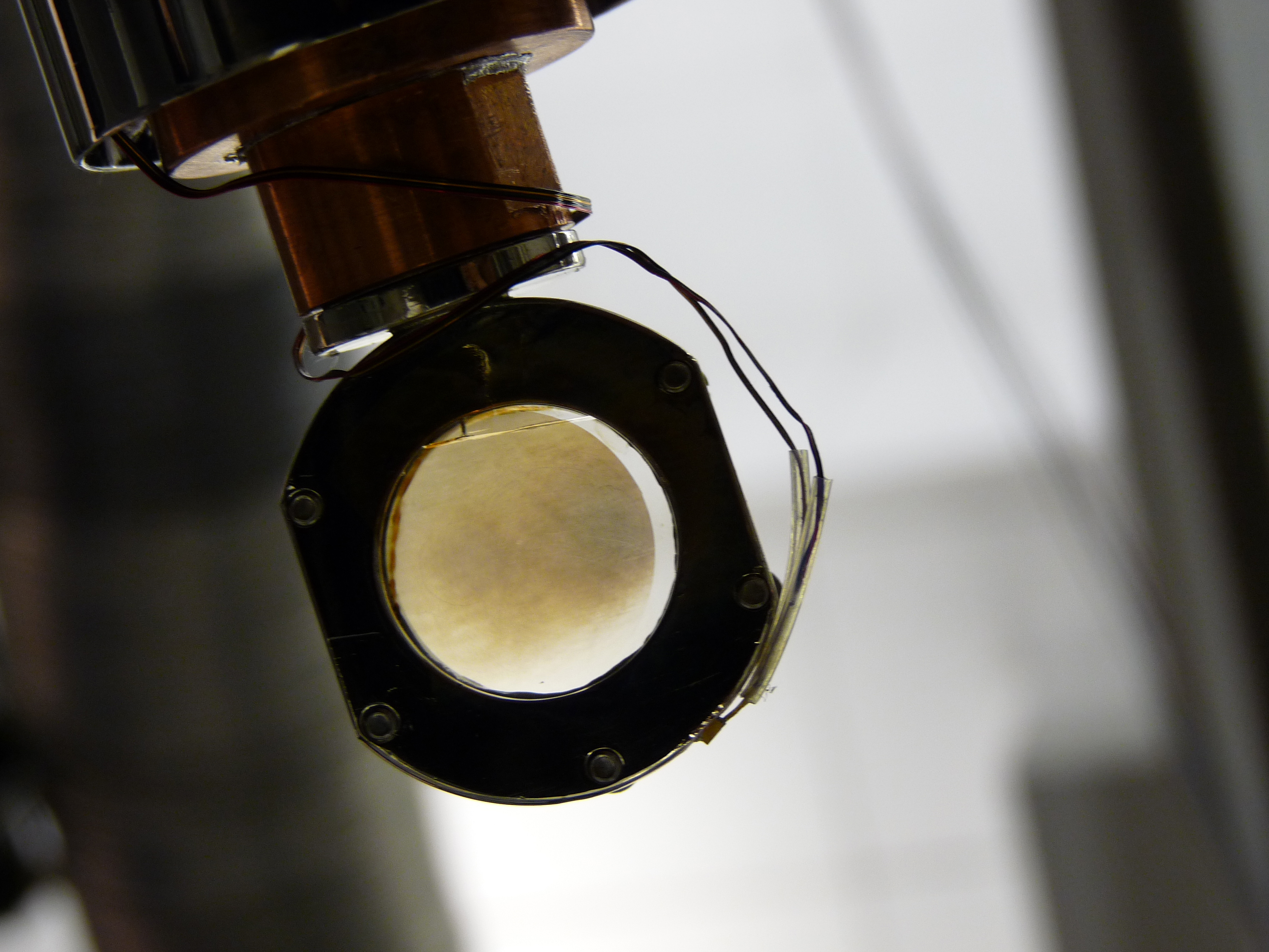
Simulation de l'atmosphère de Titan. La coloration orangée est liée à la présence de dicyanoacétylène N≡C−C≡C−C≡N.

## Différents tholins
Généralement de couleur brune ou rougeâtre, les tholins ont une structure moléculaire difficile à caractériser, car les résidus sont essentiellement insolubles.
Les tholins de Titan et de Triton, satellites respectivement de Saturne et de Neptune, sont des substances organiques riches en azote, du fait de l'action des ultraviolets sur des mélanges d'azote N2 et de méthane CH4 : l'atmosphère de Titan est en effet composée d'azote, avec 1,4 % de méthane dans la stratosphère, taux qui augmente en se rapprochant du sol pour atteindre 4,9 % en dessous de 8 km d'altitude, où on trouve également des traces d'autres hydrocarbures légers tels que l'éthane C2H6, le diacétylène C4H2, le méthylacétylène C3H4, l'acétylène C2H2 et le propane C3H8, ainsi que du cyanoacétylène HC3N, du cyanure d'hydrogène HCN et divers autres gaz ; l'atmosphère de Triton, quant à elle, est un peu moins bien connue, et semble composée essentiellement d'azote N2 avec des traces de méthane CH4.
A contrario, les tholins de glace résultent de l'irradiation de clathrates de méthane CH4 et d'éthane C2H6 dans de la glace d'eau et sont donc dépourvus d'azote ; le plutino Ixion serait particulièrement riche en ce genre de composés.

## Occurrence dans l'Univers
Des tholins, qu'ils soient dits de glace, de Triton ou de Titan, semblent exister en abondance sur les objets du Système solaire externe, notamment les satellites glacés des planètes géantes, et selon toute vraisemblance sur des planètes naines et des petits corps du Système solaire tels que les centaures, ceux de la ceinture de Kuiper, et des comètes. On a par ailleurs pu montrer que les doses de rayonnement cosmique reçues par les grains de poussière interstellaire, même lorsqu'ils sont éloignés du rayonnement ultraviolet des étoiles, sont suffisantes pour convertir la glace d'eau chargée de carbone en composés organiques complexes pendant la durée de vie moyenne d'un nuage interstellaire typique.

Exemples de corps du Système solaire présentant des substances apparentées aux tholins
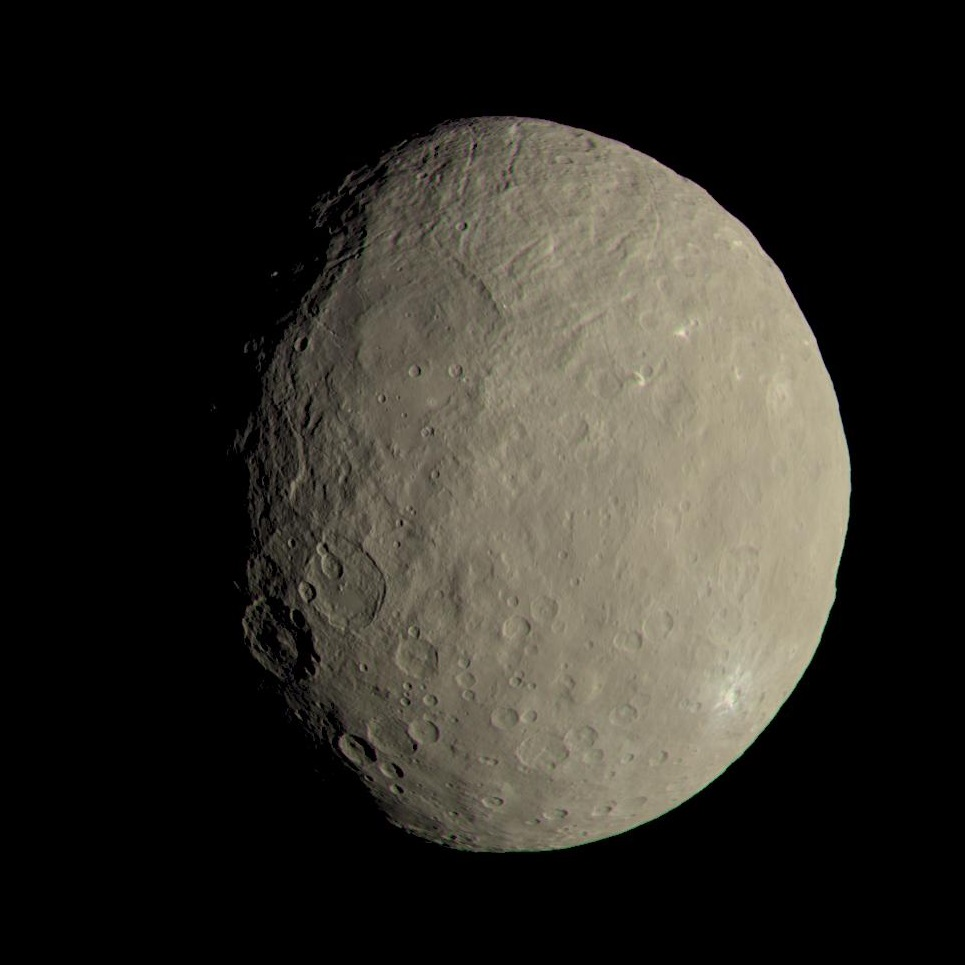
Cérès.
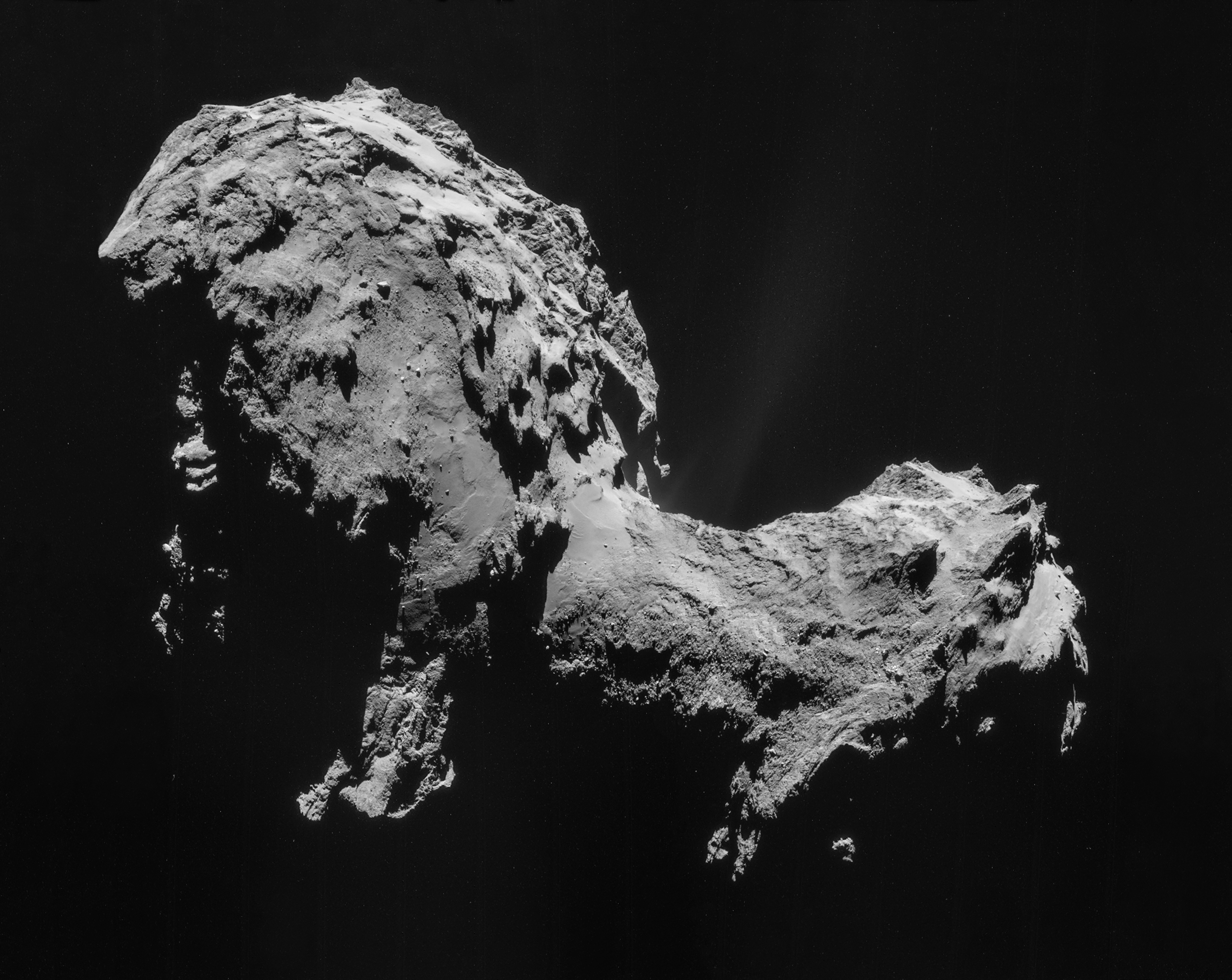
67P/Tchourioumov-Guérassimenko.
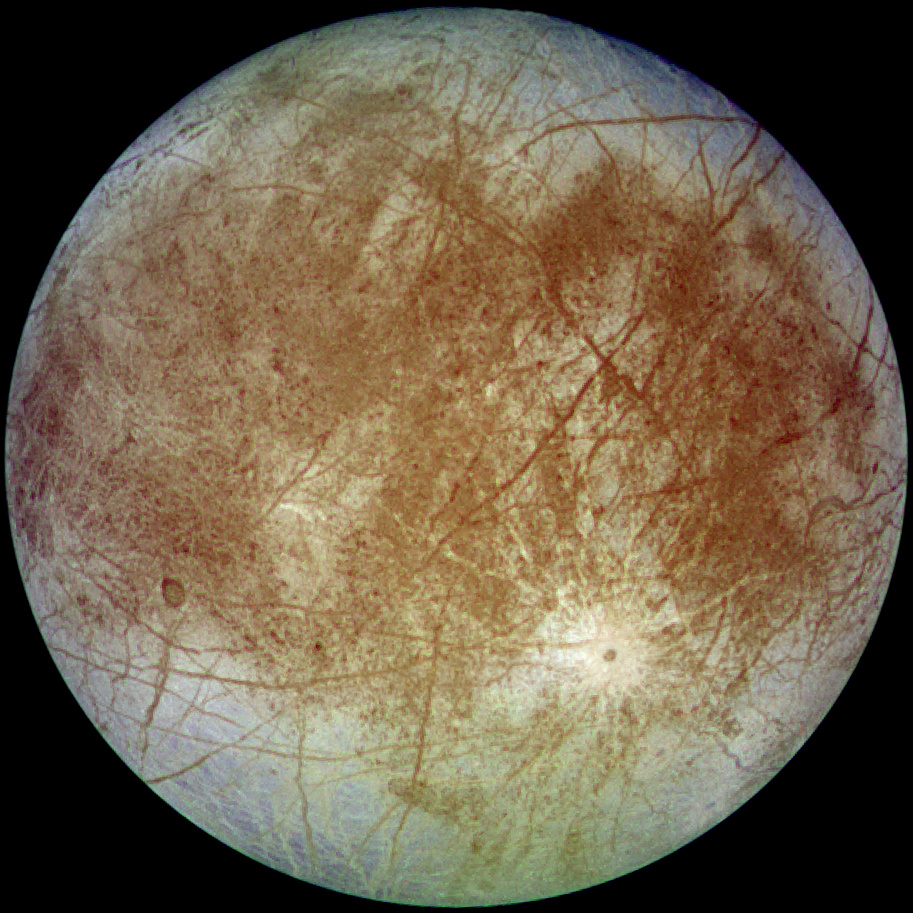
Europe.
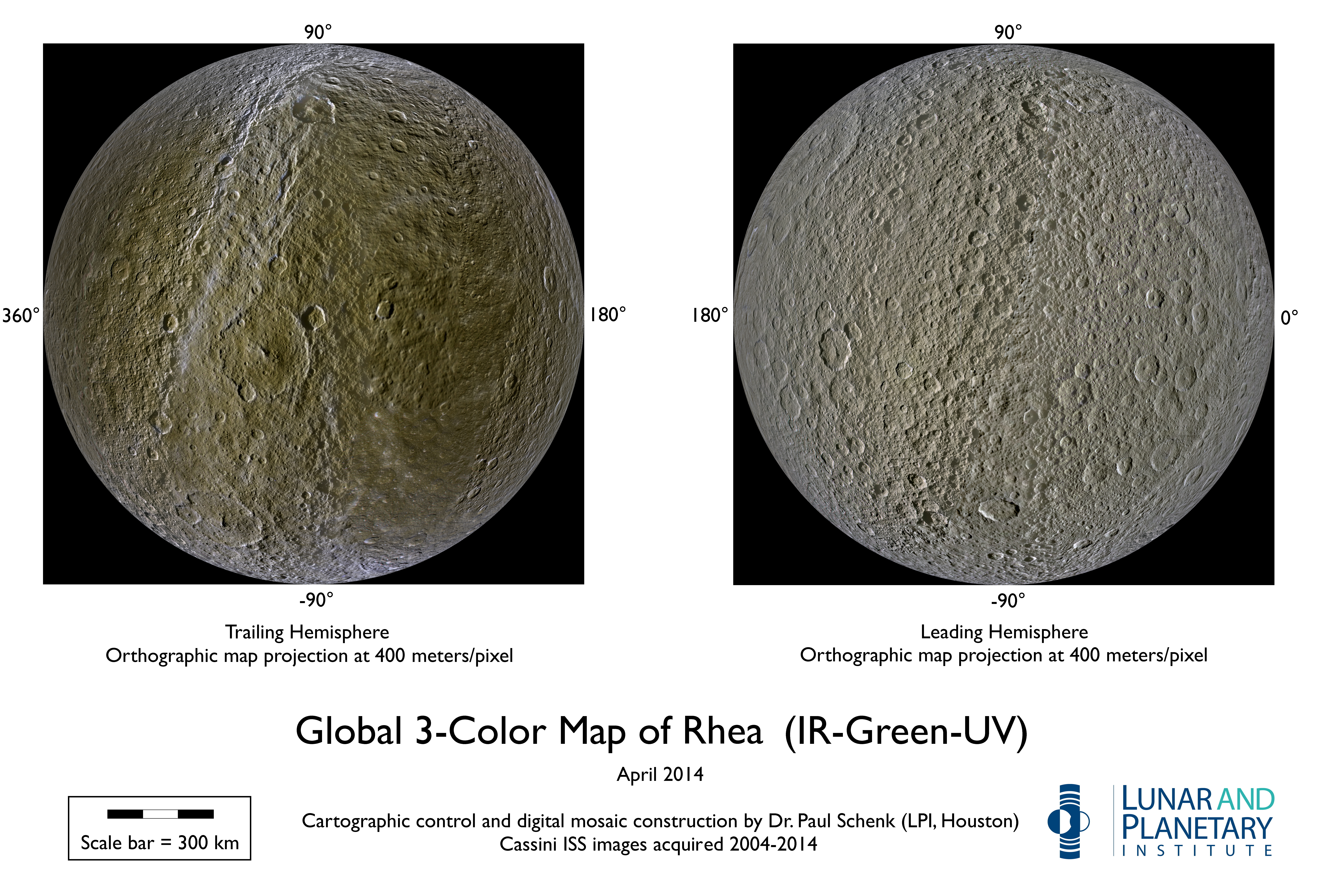
Rhéa.
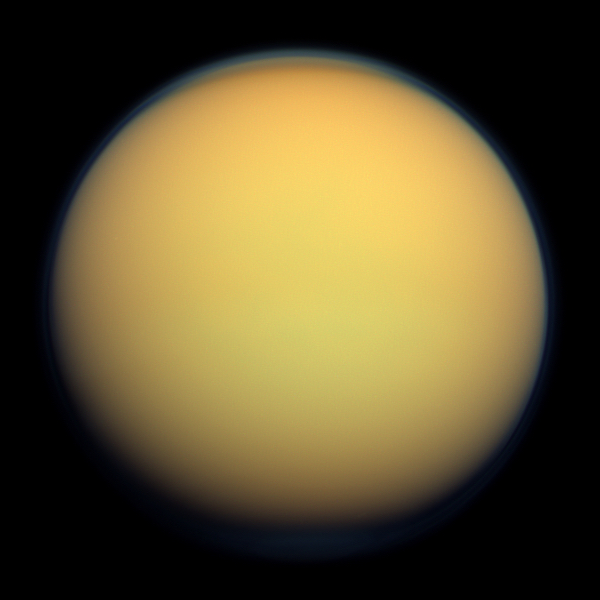
Titan.
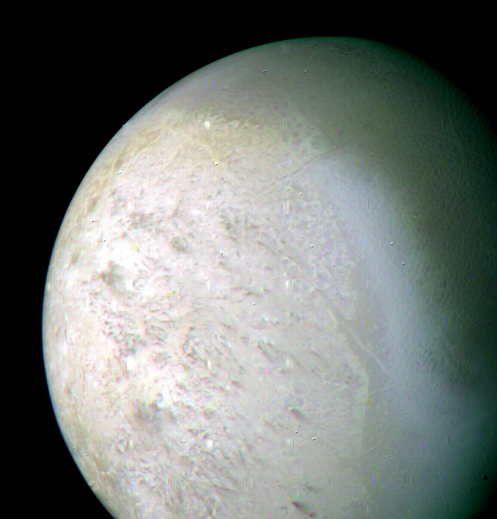
Triton.
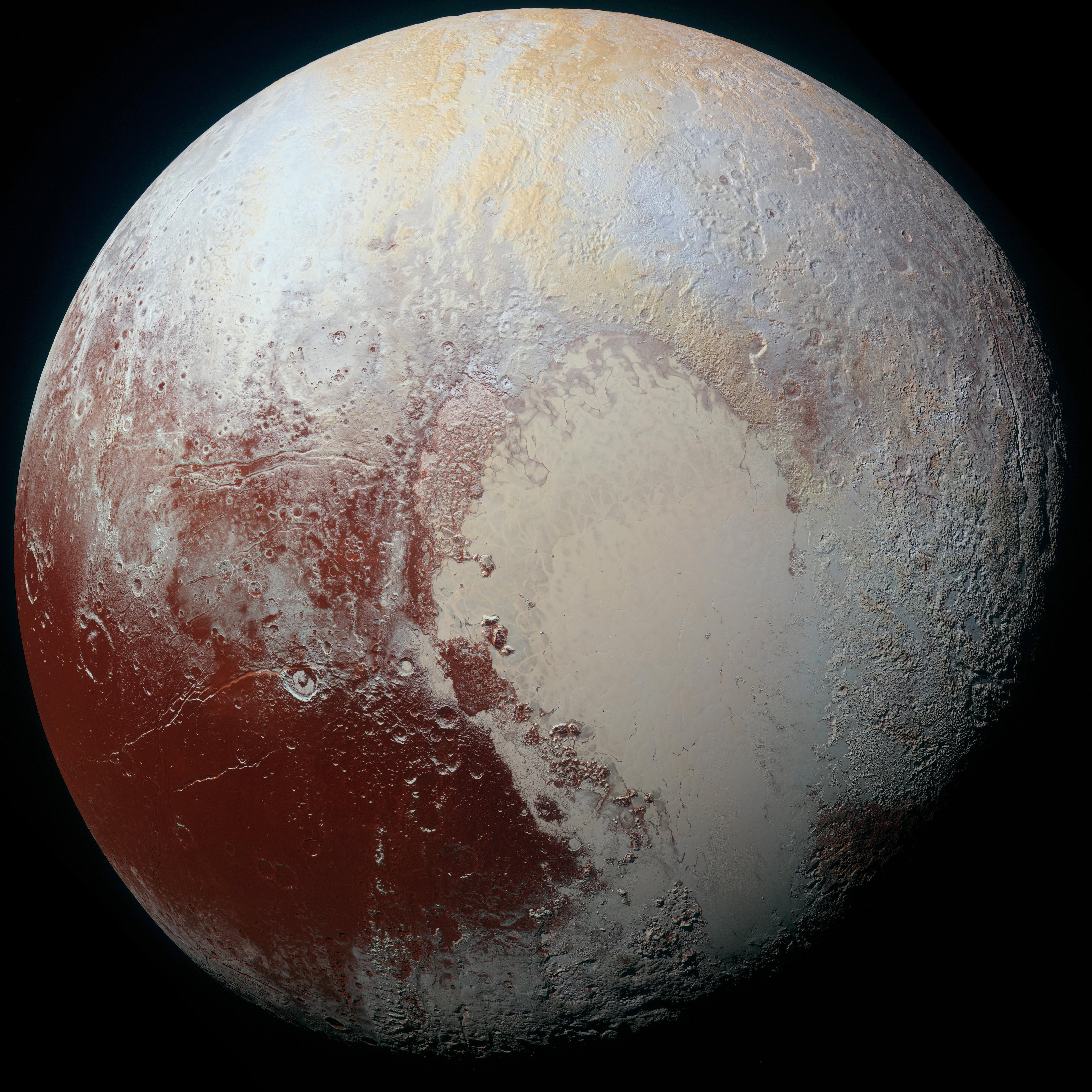
Pluton.
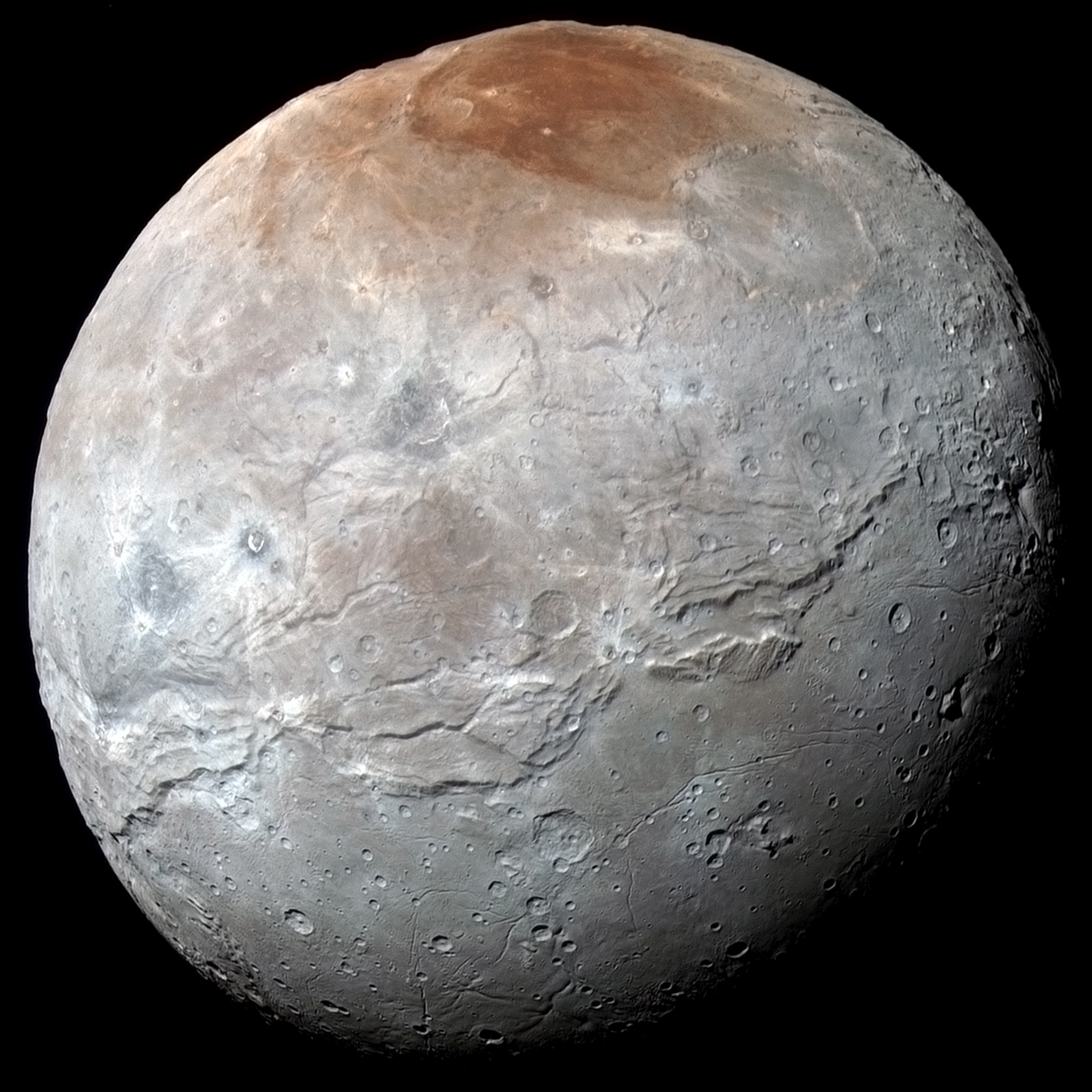
Charon.
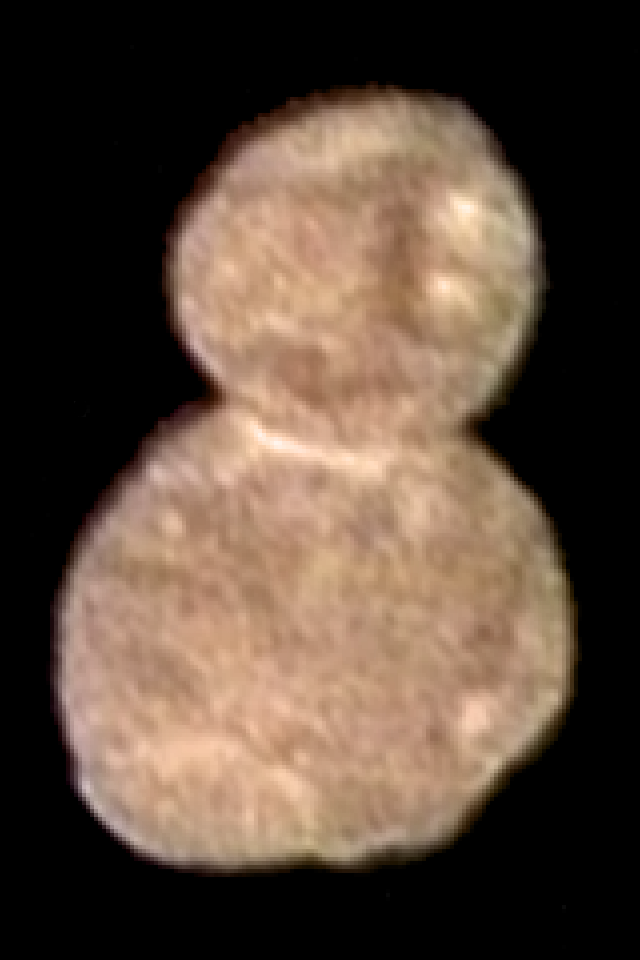
2014 MU69.

- Cérès — Des substances évoquant des tholins ont été détectées par la mission Dawn sur cet astéroïde de la ceinture principale[10]. La plus grande partie de la surface de cette planète naine est particulièrement riche en carbone, avec une teneur massique d'environ 20 % dans les couches superficielles[11]. La teneur en carbone de la surface de Cérès est plus de cinq fois plus élevée que celle des chondrites carbonées analysées sur Terre.

- Comètes et astéroïdes — Des substances évoquant des tholins ont été détectées in situ par la sonde Rosetta sur la comète 67P/Tchourioumov-Guérassimenko[12],[13]. On n'en trouve généralement pas sur les astéroïdes de la ceinture principale, mais on en a détecté par exemple sur Thémis[14],[15].

- Europe — On pense que les couleurs de certaines régions de ce satellite de Jupiter sont dues à des tholins[16]. La morphologie des cratères d'impact et de leur rebords suggère la présence de matériaux fluidifiés provenant de l'intérieur de l'astre à travers des fractures où se déroulent des réactions de pyrolyse et de radiolyse. Ces réactions requièrent la présence de matière première (carbone, azote N2 et eau H2O) et d'une source d'énergie. On pense que les impuretés de la croûte de glace d'eau d'Europe proviennent à la fois de l'intérieur du satellite à travers son cryovolcanisme et des poussières cosmiques se déposant à sa surface[16].

- Rhéa — La couleur sombre de vastes régions de l'hémisphère arrière de ce satellite de Saturne proviendrait de tholins[17].

- Titan — Ce satellite de Saturne présente des dépôts de composés organiques riches en azote[18],[19]. L'atmosphère de Titan est composée d'environ 97 % d'azote N2, 2,7 ± 0,1 % de méthane CH4 et des traces d'autres gaz[20]. On pense que ce sont des tholins qui confèrent sa couleur orangée à la brume d'aérosols de cette atmosphère[21].

- Triton — Ce satellite de Neptune présente une couleur brune et rosée caractéristique de certains tholins[18]. L'atmosphère de Triton est constituée essentiellement d'azote N2, avec des traces de méthane CH4 et de monoxyde de carbone CO.

- Pluton — On pense que des tholins sont présents à la surface de cet objet transneptunien[22] et lui donnent des teintes rougeâtres ainsi que la couleur bleue de son atmosphère[23].

- Charon — La couleur brun-rouge de la calotte polaire boréale de ce satellite de Pluton pourrait être due à des substances apparentées à des tholins produites à partir du méthane CH4, de l'azote N2 et d'autres gaz provenant de l'atmosphère de Pluton[24],[25], qui ne se trouve qu'à 19 000 km.

- Makémaké — On a détecté sur cet objet de la ceinture de Kuiper du méthane CH4, de grandes quantités d'éthane C2H6 et de substances évoquant des tholins, ainsi peut-être que des quantités moindres d'éthylène C2H4, d'acétylène C2H2 et d'alcanes de masse moléculaire élevée, produits vraisemblablement par photolyse du méthane sous l'effet du rayonnement solaire[26],[27].

- Centaures et autres corps de la ceinture de Kuiper — La couleur rouge des tholins se retrouve sur de nombreux objets transneptuniens, comme des plutinos tels qu'Ixion[28] et Sedna. La réflectance spectrale des centaures suggère également la présence de tholins à leur surface[29],[30],[31]. L'exploration par la sonde New Horizons de 2014 MU69 (surnommé « Ultima Thulé »), un objet classique de la ceinture de Kuiper, a révélé une teinte rougeâtre à sa surface, suggérant la présence de tholins[6].

- Hors du Système solaire — Des substances semblables à des tholins ont peut-être été détectées en 2008 dans le disque de débris de l'étoile A de l'étoile binaire HR 4796, située à environ 237 années-lumière (73 parsecs) dans la constellation du Centaure, à l'aide de l'instrument NICMOS du télescope spatial Hubble[32].

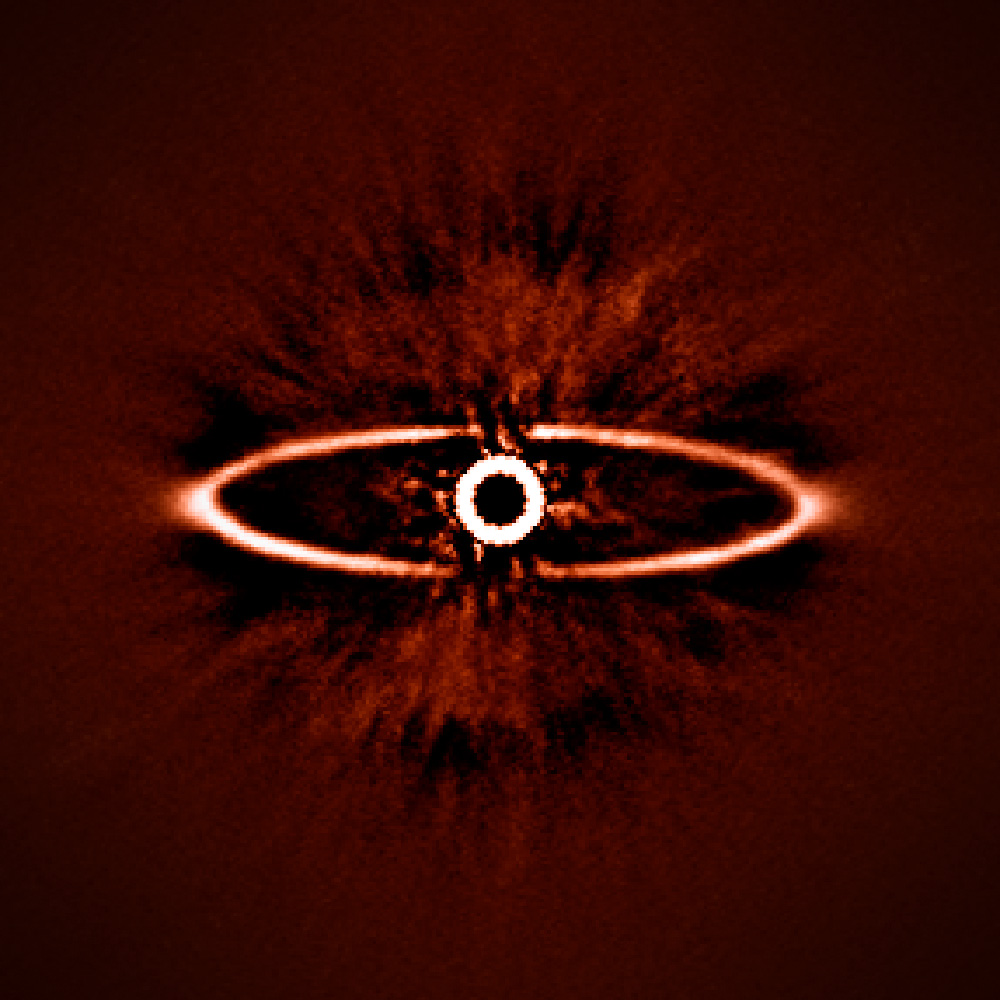
Disque de débris de l'étoile HR 4796A vu en infrarouge par l'instrument SPHERE du VLT à l'ESO[33].

## Formation

Formation des tholins dans la haute atmosphère de Titan.

Les tholins sont peut-être un constituant important du milieu interstellaire. Sur Titan, leur formation commence à haute altitude et contribue à la formation de particules organiques solides. Ils sont constitués essentiellement de carbone, d'azote et d'hydrogène. La spectroscopie infrarouge de tholins produits en laboratoire a confirmé l'identification plus ancienne de groupes fonctionnels tels que les groupes amine primaire –NH2 et nitrile –C≡N avec des unités alkyle –CH2– et –CH3 formant des macromolécules désordonnées. Des expériences dérivées de celles de Miller-Urey ont permis d'obtenir des solides complexes à partir d'un plasma froid d'azote N2 et de méthane CH4 exposé à des décharges électriques.
Comme illustré par le schéma de droite, les tholins se formeraient naturellement à travers des chaînes de réactions impliquant des pyrolyses et des radiolyses. Cela commence avec la dissociation et l'ionisation de l'azote N2 et du méthane CH4 par les particules énergétiques du rayonnement cosmique et le rayonnement solaire. Cela conduit à la formation d'éthane C2H6, d'éthylène C2H4, d'acétylène C2H2, de cyanure d'hydrogène HCN et d'autres petites molécules simples et ions chargés positivement. Puis on obtient du benzène C6H6 et d'autres molécules organiques dont la polymérisation conduit à la formation d'aérosols de molécules plus grosses qui se condensent et précipitent vers la surface de la planète. La surprise est venue de la découverte de grands cations et anions à basse altitude, dans les aérosols, ions dont on pense qu'ils jouent un rôle important dans la formation des tholins. Ces derniers, chargés négativement, ont un poids moléculaire d'environ 8 kDa et se formeraient à partir de composés intermédiaires chargés dont la masse est comprise entre 80 et 350 Da. Les tholins produits à basse pression tendent à incorporer l'azote au centre de leurs molécules tandis que ceux produits à pression élevée tendent à l'incorporer aux extrémités de leurs molécules,.
Ces composés d'origine atmosphérique sont distincts de ceux, appelés tholins de glace II, qui se forment par irradiation (radiolyse) de clathrates d'eau et de composés organiques tels que le méthane CH4 et l'éthane C2H6,.

## Propriétés
Certains chercheurs ont avancé l'idée que la Terre ait pu être ensemencée très tôt au cours de son histoire par des composés organiques issus des comètes riches en tholins, ce qui aurait fourni la matière première nécessaire à l'apparition de la vie, (voir l'expérience de Miller-Urey, dont les hypothèses de départ se sont néanmoins révélées ne plus être en accord avec les modèles les plus récents d'atmosphère primitive de la Terre). Les tholins n'existent plus à la surface de la Terre en raison de son atmosphère oxydante depuis la Grande Oxydation, il y a 2,4 milliards d'années.
Les études en laboratoire suggèrent que les tholins à proximité de grandes étendues d'eau liquide qui auraient peut-être subsisté pendant des milliers d'années auraient pu faciliter la mise en place de la chimie prébiotique, et pourraient être impliqués dans l'apparition de la vie sur Terre et, peut-être, sur d'autres planètes. Par ailleurs, en formant des particules dans l'atmosphère, les tholins affectent la diffusion de la lumière et agissent comme des écrans limitant l'exposition de la surface des planètes aux rayons ultraviolets, ce qui agit sur l'habitabilité de ces planètes. Les simulations en laboratoire ont permis d'observer des dérivés d'acides aminés et d'urée, ce qui a des implications importantes en exobiologie,.
Sur Terre, une grande variété de bactéries du sol sont capables de métaboliser les tholins produits en laboratoire par décharges électriques dans un mélange de méthane CH4, d'ammoniac NH3 et de vapeur d'eau H2O. Les tholins pourraient ainsi avoir été la « nourriture » des premiers organismes hétérotrophes apparus sur notre planète.